# Crida a escena
Crida a escena (títol original: Curtain Call) és una pel·lícula estatunidenca dirigida per Peter Yates i estrenada el 1999. És protagonitzada per James Spader, Michael Caine, Maggie Smith i Polly Walker. Ha estat doblada al català.

## Argument
Stevenson Lowe (James Spader) compra una nova casa i després descobreix que els seus previs ocupants, Max Gale (Michael Caine) i Lily Marlowe (Maggie Smith), segueixen vivint a la casa en forma de fantasmes. Lowe comença a tenir problemes amb el seu treball en una editorial i amb la seva promesa, Julia (Polly Walker), que vol avançar en la relació i anar-se'n a viure amb ell. Max i Lily, causants de la separació de Stevenson i Julia al principi, traten ajudar a Lowe a recompondre la seva relació amb Julia; però aquests no són els més adequats per ajudar, ja que ells mateixos tenen els seus propis problemes amorosos.

## Repartiment
- James Spader: Stevenson Lowe
- Michael Caine: Max Gale
- Maggie Smith: Lily Marlowe
- Polly Walker: Julia
- Buck Henry: Charles Van Allsburg
- Sam Shepard: Will Dodge
- Marcia Gay Harden: Michelle Tippet
- Frances Sternhagen: Amy[5]